# Досолнечные зёрна

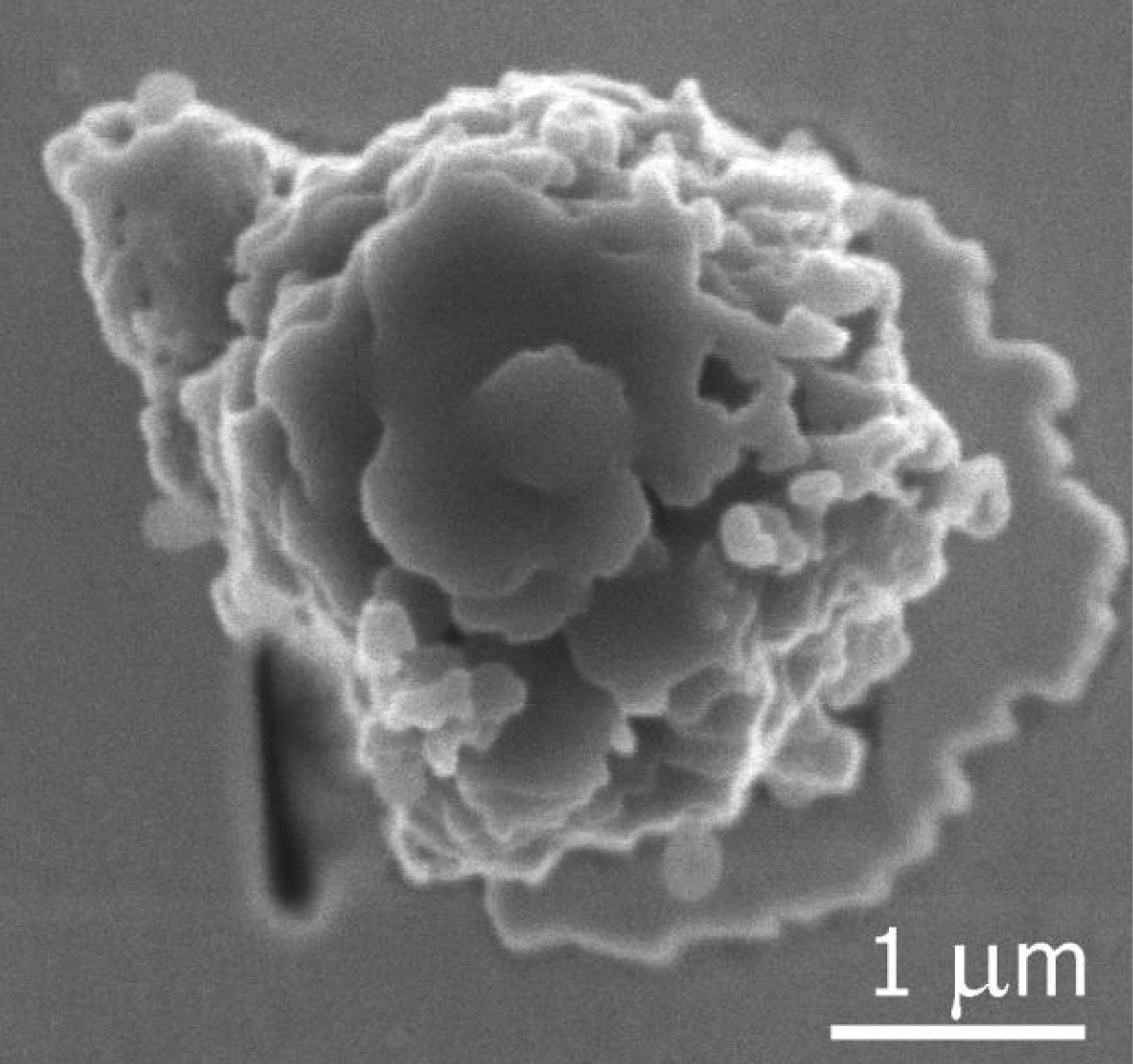
Досолнечное зерно карбида кремния (SiC) типа Х. Изображение получено с помощью РЭМ после NanoSIMS-анализа

Досолнечные зёрна, называемые также межзвёздные зёрна или досолнечные реликты — частицы минералов, которые конденсировались вокруг умирающих звёзд до появления Солнца и оставались неизменными после формирования Солнечной системы; включены в состав первичных («примитивных») метеоритов.
Мелкодисперсные частицы имеют размеры от нескольких нанометров до нескольких микрометров. Наиболее крупное обнаруженное досолнечное зерно имеет размер 30 мкм. Оно состоит из карбида кремния (SiC) и было обнаружено в Мурчисонском метеорите, упавшем в сентябре 1969 года в Австралии. Это зерно названо «Bonanza». Возраст досолнечных зёрен в составе этого метеорита составляет примерно 5—7 млрд лет — это старейшие твёрдые вещества на Земле.
Досолнечные зёрна являются «звёздной пылью», которая конденсировалась из газов в выбросах из древних звёзд или из сверхновых и стала частью межзвёздной среды, из которой около 4,6 млрд лет назад сформировалась Солнечная система. Эти зёрна звёздной пыли пережили ряд разрушительных сред и процессов: взрыв и окружающую среду родительской звезды; межзвёздную среду; гравитационный коллапс молекулярного облака и формирование Солнечной системы; Солнечную туманность; включение почти полностью неизменными в родительское тело метеоритов, где они находились около 4,5 млрд лет; разделение тела и вхождение в атмосферу Земли.
Большая часть зёрен в метеоритах была сформирована химическими и физическими процессами, происходившими уже после образования Солнечной системы, тогда как метеоритные досолнечные зёрна существовали ещё в родительском молекулярном облаке газа и пыли, гравитационный коллапс которого положил начало формированию Солнца и планет. Поэтому досолнечные зёрна из первичных («примитивных») метеоритов, которые сегодня изучаются в лабораториях, старше Солнечной системы.
Сегодня досолнечные зёрна идентифицируются как незначительные или примесные составляющие в образцах собранных на Земле метеоритов и межпланетных пылевых частиц. Досолнечные зёрна идентифицируют на основе присущего им аномального изотопного состава, который существенно отличается от такового у всего остального вещества Солнечной системы, но является типичным для атмосфер их родительских звёзд на соответствующем этапе эволюции.
Поскольку досолнечные зёрна по сути являются затвердевшими образцами отдельных звёзд на соответствующем этапе их эволюции, они остаются единственным способом «наблюдать» соотношение изотопов элементов в звёздах, которые образовались, эволюционировали и исчезли ещё до появления Солнечной системы. Возможность точно измерить присущие этим звёздам изотопные соотношения в химических элементах делает эти досолнечные тугоплавкие минералы лучшим инструментом для изучения эволюции и структуры их родительских звёзд; галактической химической эволюции; механизмов нуклеосинтеза и кинетики конденсации пыли. Кроме того, поскольку досолнечные зёрна должны были проходить через межзвёздную среду прежде чем быть включёнными в солнечную туманность, они могут служить для изучения физической и химической обработки зёрен в межзвёздной среде.
Выделение первых досолнечных зёрен в 1987 году ознаменовало появление новой области лабораторной астрофизики. Изотопные, элементные и структурные измерения досолнечных зёрен позволяют получить новые знания о химических и изотопных составляющих отдельных звёзд с той точностью, которая не достижима для астрономических наблюдений.
Досолнечные минералы и минеральные фазы метеоритов
- Наноалмаз — C
- Графит — C
- Зерно металла состава Os79Mo10Ru9Fe2
- Камасит — Fe, Ni
- Когенит — (FeNi)3C
- Карбид кремния — SiC
- Карбид титана — TiC
- Карбиды труднолетучих металлов — 
(Zr, Mo, Ti, Ru)C
- Нитрид кремния — α-Si3N4
- Нитрид алюминия — AlN
- Корунд — Al2O3
- Рутил — TiO2
- Тистарит — Ti2O3
- Оксид Ti — Ti3O5
- Магнели фазы TinO2n-1
- Оксид хрома — Cr2O3
- Оксид железа (вюстит-?) — FeO
- SiO2-фаза
- Хибонит — Сa(Al,Ti)12O19
- Шпинель — MgAl2O4
- Магнетит — Fe3O4
- Хромит — FeCrO4
- Магнезиохромит — MgCrO4
- Твёрдый раствор шпинели и магнезиохромита — MgAlCrO4
- Силикаты: магнезиальные и железистые оливины и пироксены, аморфные силикатные фазы